# Обран Ош
Обран Ош — укріплене поселення ерзя на місці заснування Нижнього Новгорода, форпост і митний термінал державного утворення Ерзянь Мастор. Ймовірно, був розташований на місці, де нині знаходиться Нижньогородський кремль; окремі укріплені будови для контролю над Окою перебували на Дятлових горах.

## Етимологія
Ош ерзянською значить «місто», Обран — ім'я володаря, яке фігурує в літописах.

## Історія

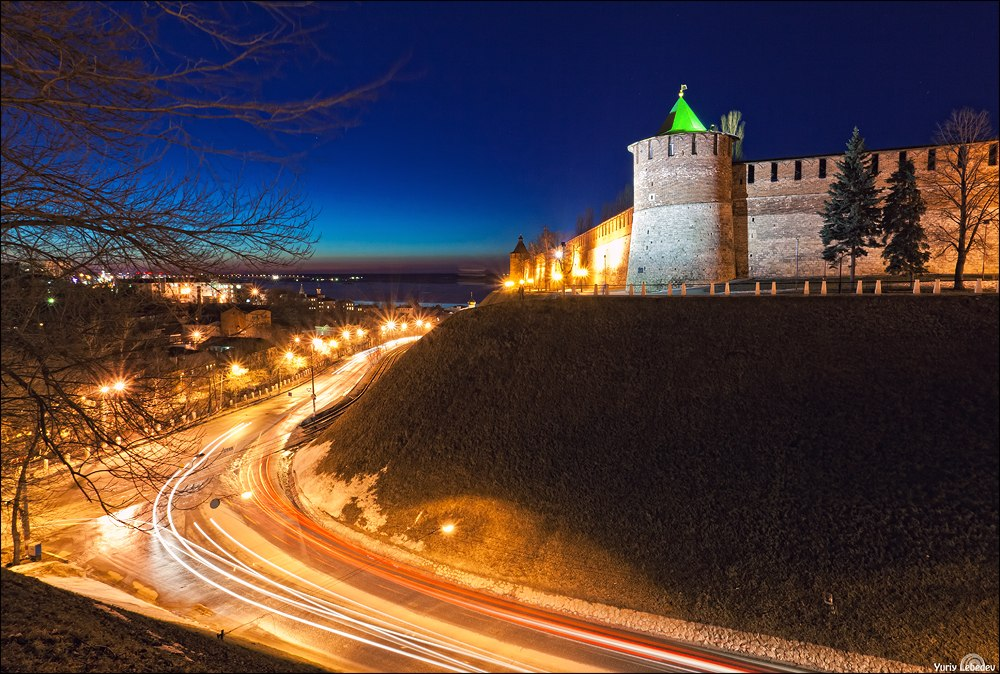
Нижегородський кремль

Сучасні археологічні розкопки на території Нижньогородського Кремля та інших місць доводять існування на високих берегах річок Оки і Волги поселень і поховань, періоду кам'яної доби. Існує кілька версій про виникнення Нижнього Новгорода. Згідно з однією з них цей найбільший міський центр був закладений на місці ерзянської поселення. До початку XII ст. землі в гирлі Оки займали ерзяни, що перебували під «протекторатом» волзьких булгар.
Хроніки XII ст. виразно вказують на наявність міста в гирлі Оки — Обран Ош. У 1171 р. Андрій Боголюбський відправив свого сина Мстислава на булгар, з яким повинні були з'єднатися сини муромського і рязанського князів. Підійшовши до Обран Ошу, Мстислав запропонував визнати владу суздальського князівства. Князь Мстислав почав бій, у ході якого містечко було розгромлено. На місці зруйнованого поселення князь побудував свою фортецю, але підійшли підкріплення ерзян і розбили Мстислава біля села Щербинки.
Існування Обран Ош доводить ще той факт, що в ерзянських хроніках збереглися згадки про національного героя Пургаза. Він був змушений залишити місто Обран Ош, у районі якого у 1221 р. володимирський князь Юрій Всеволодович заснував фортецю, названу «Новим містом Низинної землі».
У цілому, зусиллями радянських істориків дані про існування на території Нижнього Новгорода або в його околицях ерзянського міста Обран Ош носять суперечливий характер, оскільки не вкладаються в офіційний, строго державницький імідж Нижнього Новгорода.
Функціональний розподіл старого Нижнього Новгорода на внутрішні райони кілька століть зберігав сліди древніх поселень: район Ільїнки — купецтво і заможні городяни; Балчуг — ринок і пристань; на схід від Покровки, мабуть, на перших князівських землях в Ерзянь Мастор, розташувалися маєтки дворян і хати посадських майстрових. Стародавня назва Обран Ош, можливо, збереглося в імені вулиці Ошарська. В цілому, за ідею того, що на місці Нижнього Новгорода існувало поселення ерзян, виступали такі видатні історики, як В. М. Татіщев, М. М. Карамзін, М. М. Покровський.

## Легенди
У Нижньому Новгороді існує міська легенда про те, як у стіну Коромислівської вежі Нижньогородського Кремля була вмурована молода дівчина, що відповідає древньому ерзянський обряду жертвопринесення знатної діви при закладанні фортеці.